# Eduardo Bacellar Leal Ferreira
Eduardo Bacellar Leal Ferreira GCMN • GCRB • GCMD (Rio de Janeiro, 2 de junho de 1952) é um almirante-de-esquadra, antigo comandante da Marinha do Brasil.

## Biografia
Filho do almirante-de-esquadra Luiz Leal Ferreira e Lygia Maria Bacellar Leal Ferreira. Casado com Christiani Prisco Leal Ferreira, tem um casal de filhos e dois netos.

## Carreira militar
Incorporou à Marinha em janeiro de 1971, na Escola Naval, foi declarado guarda-marinha em 13 de dezembro de 1974 e promovido à contra-almirante em 31 de março de 2004. Ao longo de sua carreira permaneceu embarcado por mais de 16 anos e possui cerca de 1300 dias de mar. No dia 6 de fevereiro de 2015, assumiu o comando da Marinha do Brasil.
Em 9 de janeiro de 2019, ele passou o Comando da Marinha do Brasil  para o Almirante de Esquadra Ilques Barbosa Junior.

## Vida na Reserva
No dia 14 de janeiro de 2019, anunciaram que ele foi o escolhido para presidir o Conselho de Administração da Petrobras. Porém em 5 de março de 2022, decidiu renunciar ao cargo alegando apenas que precisava ficar mais tempo com a sua família.